# Presidentvalet i Finland 1944

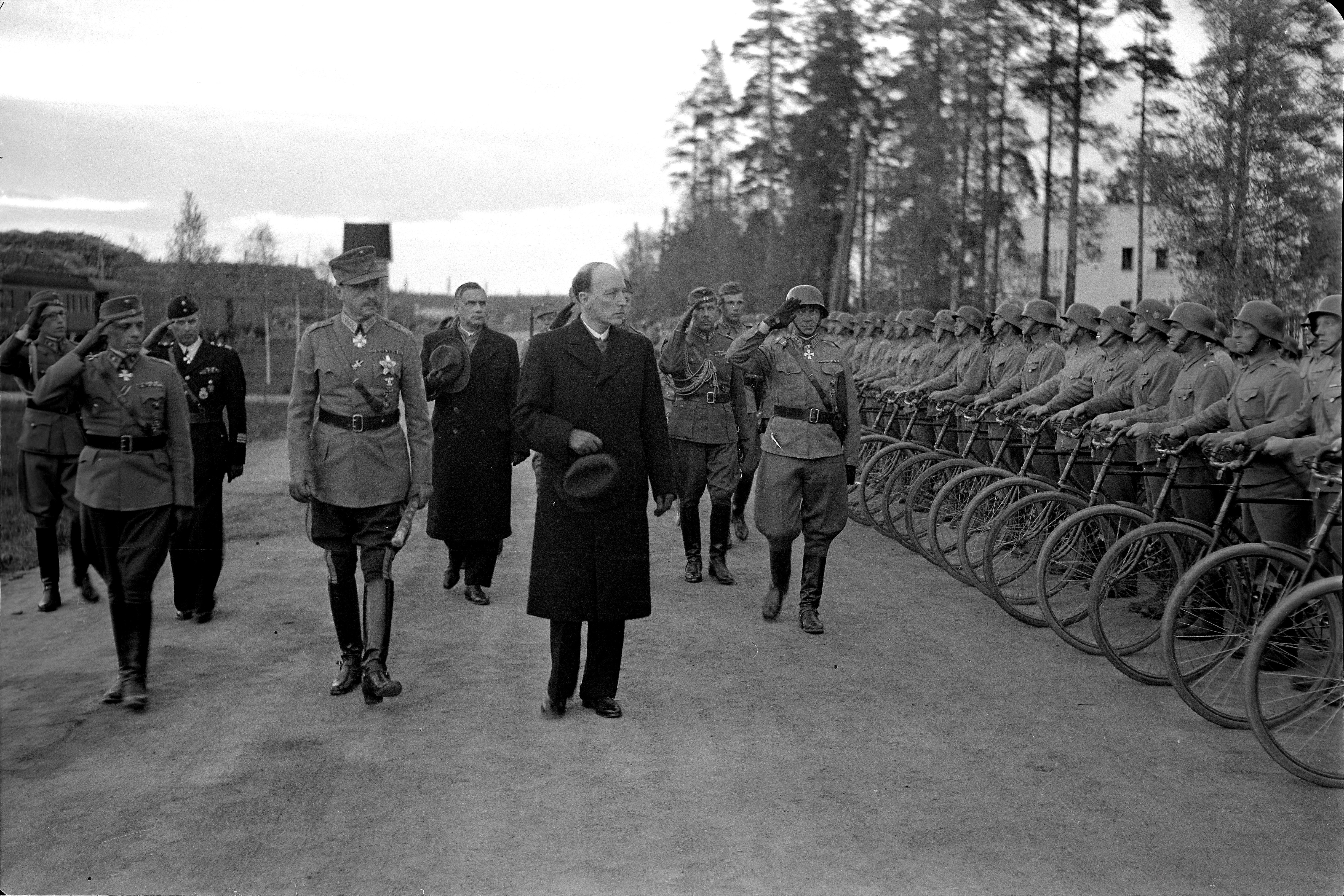
Gustaf Mannerheim, Finlands presiden 1944-1946, med företrädaren Risto Ryti, Finlands president 1940-1944, två månader innan Mannerheim tog över presidentposten.

Presidentvalet i Finland 1944 genomfördes 4 augusti och ledde till att Gustaf Mannerheim utsågs till president för en mandatperiod på sex år. Mannerheim var partipolitiskt obunden och var vid detta tillfälle överbefälhavare för Finlands krigsmakt.
På grund av det pågående kriget användes ett undantagsförfarande för att utse presidenten, genom att riksdagen stiftade en lag. Det skedde alltså inte något val bland allmänheten, och inte heller kallades 1937 års elektorskollegium in på nytt, vilket hade gjorts 1940 och 1943.

## Bakgrund
Sedan 1941 befann sig Finland i krig med Sovjetunionen, det krig som kallas för Fortsättningskriget. Kriget räknas som en del av andra världskriget och Finland fick, utan formell allians, hjälp från det nazistiska Tyskland mot ländernas gemensamma fiende. 1944 befann sig Finland i en besvärlig situation i kriget. Den sittade presidenten Risto Ryti hade 26 juni 1944 skrivit under det så kallade Ryti-Ribbentrop-avtalet. Enligt detta avtal lovade Finland att inte sluta en separatfred med Sovjetunionen utan Tysklands medgivande, och i gengäld fick Finland leveranser av ytterligare krigsmateriel. Med hjälp av denna krigsmateriel kunde Finland stabilisera fronten och var i bättre ställning att trots allt förhandla en fred med Sovjetunionen. Ryti avgick från presidentposten för att möjliggöra att en sådan fred förhandlades. Ryti hade avsiktligt skrivit under avtalet personligen, utan att involvera riksdagen, vilket gjorde att Finland kunde anse sig obundet av avtalet när Ryti väl hade avgått.